# Arazá
De arazá (Eugenia stipitata) is een plant uit de mirtefamilie (Myrtaceae).
Het is een groenblijvende struik of tot 8 m hoge boom met een afgeronde kroon. De bladeren zijn enkelvoudig, tegenoverstaand, gaafrandig, donkergroen, elliptisch tot ovaal, toegespitst en 6-18 × 3,5-9,5 cm groot. De bloeiwijzen zijn bladokselstandige trossen die gewoonlijk uit twee tot vijf bloemen bestaan. De crèmewitte bloemen zijn tot 1,5 cm breed en bestaan uit vier kelkbladeren en vijf kroonbladeren. In het midden van de bloem ontspringen een stijl en talloze meeldraden.
De vrucht is een afgeronde bes, die afhankelijk van het ras rijp tot 12 cm breed is en tot 750 g kan wegen. De schil is rijp geel en circa 1 mm dik. Het vruchtvlees is geel. De vrucht bevat een aantal langwerpige, tot 2,5 cm lange zaden.
De vruchten kunnen worden gebruikt voor de productie van vruchtensappen, frisdranken, ijs, jam en in nagerecht. Vanwege de zure smaak worden de vruchten over het algemeen niet uit de hand gegeten.
De arazá komt van nature voor in het Amazoneregenwoud. Tevens wordt de soort gekweekt voor zijn vruchten in Midden-Amerika en op de Caraïben.
Om de Araza-boom te vermeerderen, moet u de zaden laten ontkiemen . De zaden hebben de beste kiemkracht wanneer ze uit volledig rijpe Araza-vruchten worden gehaald. Plant de ontkiemende zaden ongeveer 2 cm uit elkaar en gebruik vochtige aarde of zacht hout als zaaibed.